# Queda do C-97 HI-481
A Queda do Boeing C-97 HI-481 foi um acidente aéreo ocorrido na Cidade do México em 30 de julho de 1987. Durante a decolagem, um Boeing C-97 Cargo caiu sobre uma rodovia nos arredores da capital do México, matando 44 pessoas em terra (a maioria viajava em seus veículos pela rodovia) e ferindo outras centenas. 

## Aeronave
A aeronave acidentada foi construída em 1952, como a versão de reabastecimento KC-97G, e recebeu o número de construção 16687. Durante seu período de operações na Força Aérea dos Estados Unidos, a aeronave recebeu duas pequenas turbinas General Electric J47 e foi renomeado KC-97L. Entre 1961 e 1976, a aeronave integrou a 126th Air Refueling Wing da Guarda Aérea Nacional de Illinóis. Após ser retirada de serviço em 1976, a aeronave foi enviada para armazenamento no AMARC em novembro de 1977 no Arizona onde poderia ser sucateada ou revendida.A demanda por aeronaves de carga na década de 1980 fez com que o KC-97 fosse adquirido e modificado para a versão de transporte de cargas C-97G. 
Depois de permanecer vários meses nos hangares do aeroporto de Miami aguardando comprador, a aeronave (rematriculada N197-KC) foi adquirida pela Agro Air, uma pequena companhia cargueira registrada na República Dominicana. Posteriormente, a aeronave foi revendida em 1987 para a recém criada companhia Belize Air International.

## Acidente

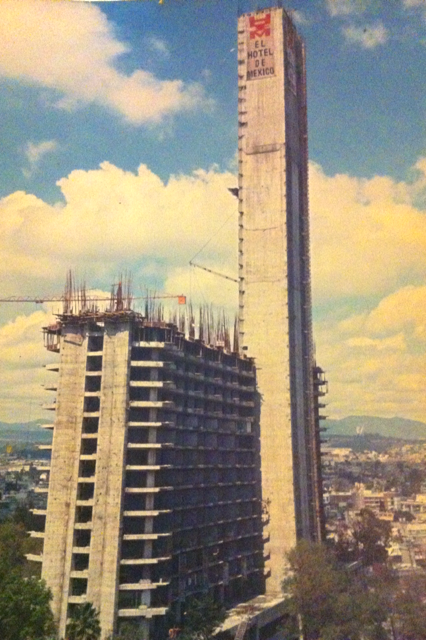
Hotel de México em construção na década de 1980

A aeronave foi fretada por um clube de equitação mexicano para o transporte de 18 cavalos que participariam de uma competição em Miami. O Boeing C97 decolou do aeroporto Benito Juarez, Cidade do México, por volta das 17 h (hora local) e transportava 4 tripulantes, 8 passageiros e 18 cavalos. Chovia intensamente, e depois de deixar o solo, a aeronave não consegue ganhar altura suficiente e quase se choca com o prédio do Hotel de México (atual WTC México).  O quadrimotor não tem força suficiente para retornar ao aeroporto e sua tripulação resolve tentar um pouso de emergência na Rodovia Federal 15. Durante a tentativa de pouso, uma das asas do C-97 tocou uma linha de transmissão ao lado do quilômetro 16 da rodovia enquanto que a aeronave caiu sobre dezenas de veículos que circulavam pela rodovia naquele momento. O impacto da aeronave sobre os veículos causou várias explosões, matando dezenas de pessoas em terra. Desgovernada, a aeronave em chamas corre pela pista até bater em um restaurante de beira de estrada, próximo de um posto de gasolina (que escapou incólume ao acidente). 
O acidente ocorreu na hora do rush, de forma que o acesso das equipes de resgate ao local da queda foi prejudicado por congestionamentos. Inicialmente 44 pessoas morreram em terra, número que aumentou nos dias seguintes à tragédia.  Dos doze ocupantes da aeronave, sete sobreviveram (incluindo o piloto, co piloto e engenheiro de vôo) além de um dos 17 cavalos transportados. 

## Investigações
No momento do acidente a aeronave tinha 35 anos de uso intenso. Por conta de sua obsolência, não contava com caixa preta. Assim as investigações se concentraram em analisar parte dos destroços e colher depoimento dos sobreviventes. Segundo relato dos sobreviventes, um curto circuito assustou os cavalos no compartimento de carga. Dessa forma, com a movimentação dos animais, o centro de gravidade da aeronave foi alterado e comprometeu a sua sustentação no ar.